# Łobez
Łobez ([ˈwɔbɛs] anhörenⓘ, deutsch Labes) ist eine Stadt mit etwa 10.300 Einwohnern in der  polnischen Woiwodschaft Westpommern. Sie ist Sitz des Powiats Łobeski und einer Stadt- und Landgemeinde.

## Geographische Lage

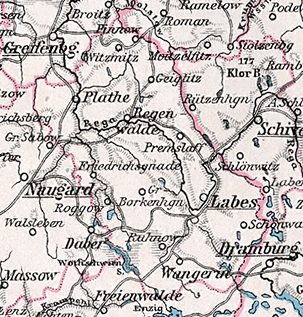
Labes südöstlich der Stadt Regenwalde auf einer Landkarte von 1905

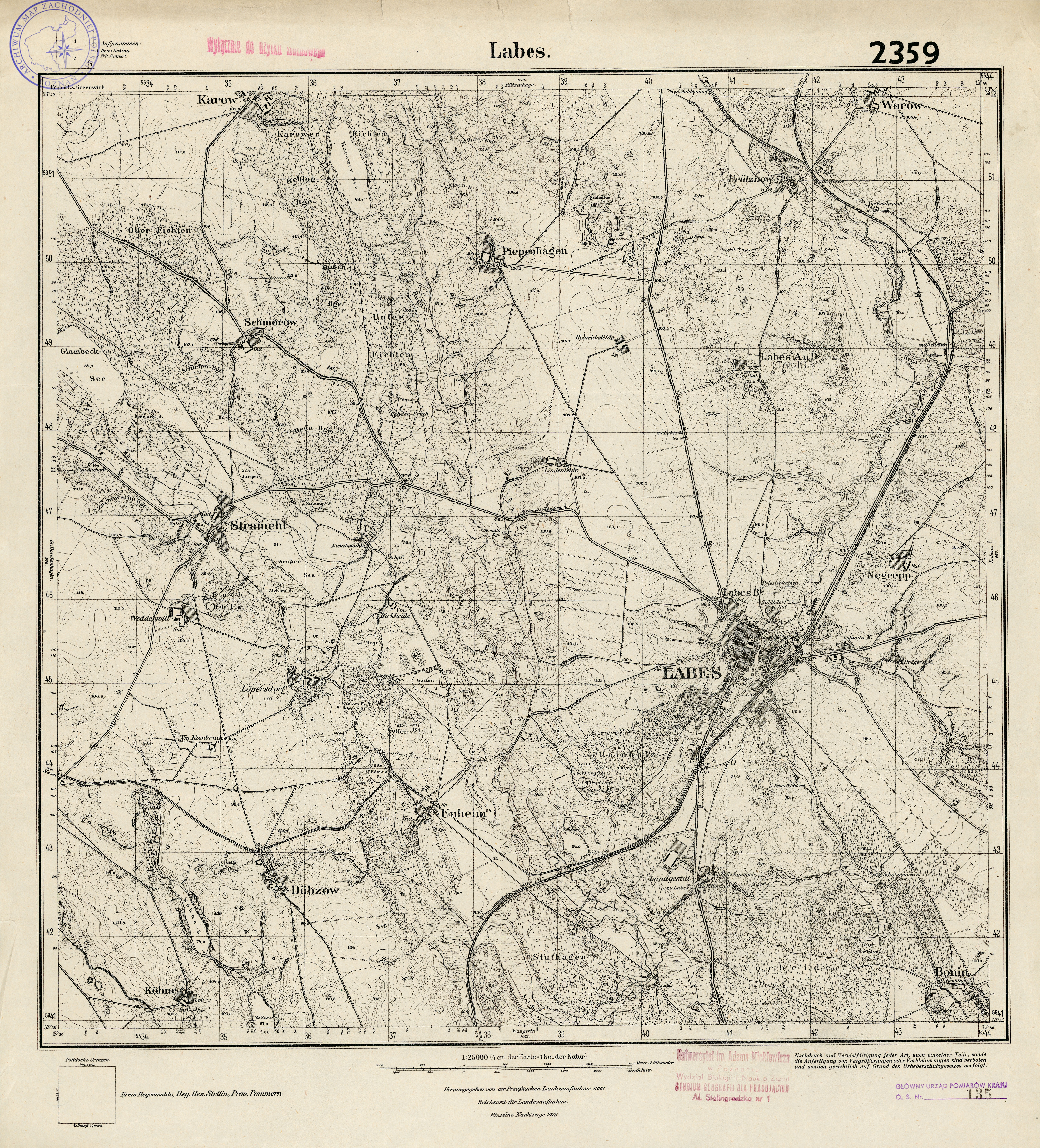
Karte der Umgebung von Labes von 1929

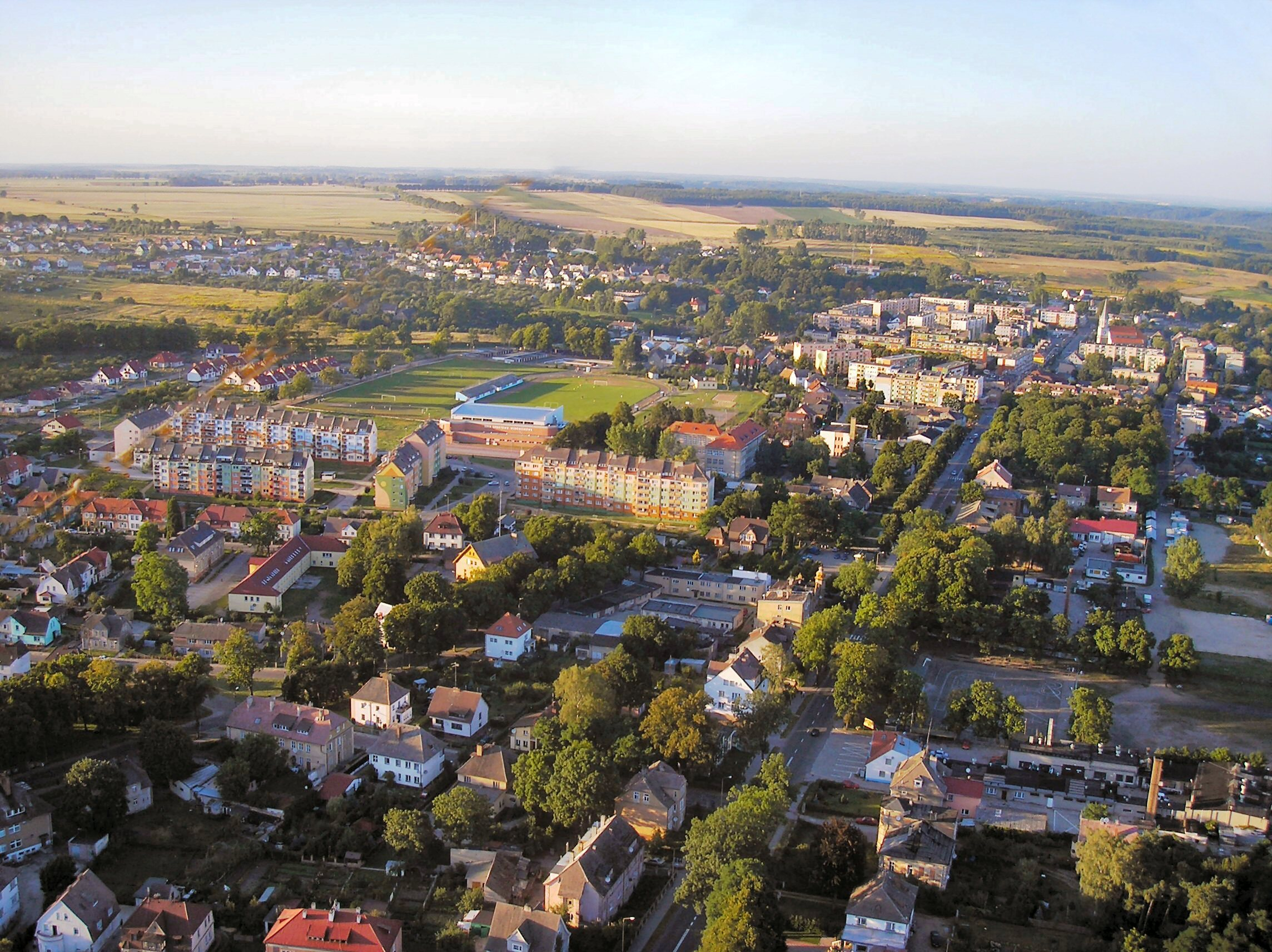
Luftbild (2005)

Die Stadt liegt in Hinterpommern am Fluss Rega in 76 Metern Meereshöhe, etwa 75 km von Stettin entfernt. Die Entfernung zu den Nachbarstädten Nowogard (deutsch Naugard) und Drawsko Pomorskie (deutsch Dramburg) beträgt 30 bzw. 18 Kilometer. Łobez liegt an der Bahnlinie Stargard–Gdynia, ist auf der Straße jedoch nur über untergeordnete Straßen zu erreichen, von denen sich aber fünf im Ort treffen. Die Umgebung ist von weitläufigen Waldgebieten geprägt.

## Stadt Łobez

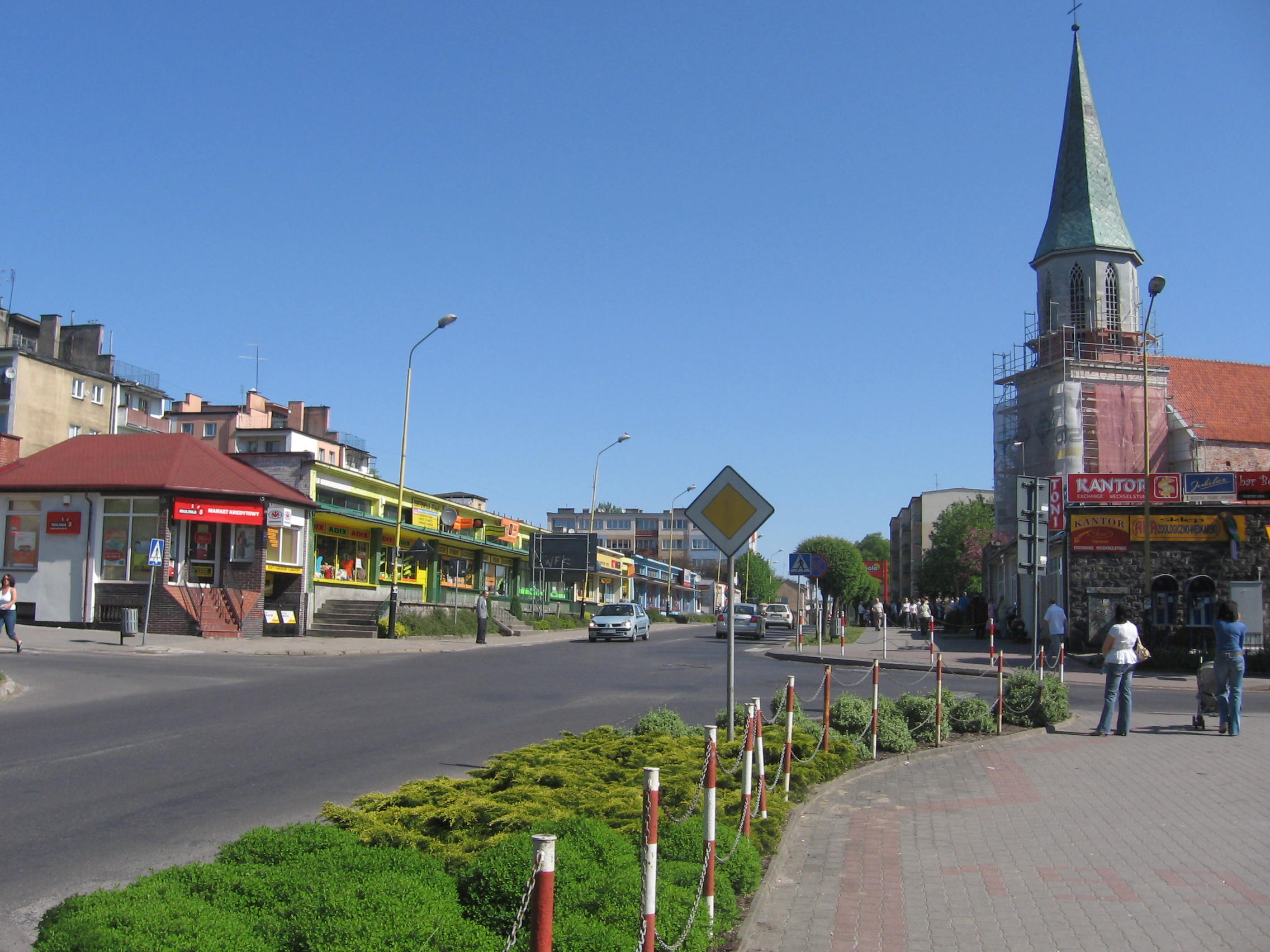
Stadtkern mit Kirche

### Geschichte
Auf Grund von frühzeitlichen Ausgrabungsfunden ist davon auszugehen, dass die spätere Stadt Labes eine slawische Vorgängersiedlung hatte, die unmittelbar südwestlich der späteren mittelalterlichen Stadt lag. 1271 nennt eine Urkunde einen Borco dominus de Lobis („Borko, Herr von Lobis“). Dies ist ein Hinweis auf die adlige Familie von Borcke, in deren Besitz der Ort war.
Die Besiedlung der Stadt Labes ist wohl aus wilder Wurzel erfolgt. Die Stadtrechtsverleihung erfolgte wohl vor 1295 durch die Familie Borcke. Jedenfalls wurde die Stadt im Jahre 1295 unter dem Namen Lobese bereits als civitas bezeichnet. Später, für das Jahr 1348, ist lübische Stadtrecht nachgewiesen, doch galt dieses nur in einzelnen Rechtsgebieten. Eine Bestätigung der Stadtprivilegien durch die Familie Borcke erfolgte im Jahre 1460, was durch eine Abschrift aus dem Jahre 1623 überliefert ist. Die Borcke blieben bis in das 19. Jahrhundert hinein die Stadtherren von Labes.
Landesherren waren bis 1637 die Herzöge von Pommern. Danach starb das pommersche Herrscherhaus der Greifen aus und Hinterpommern, in dem auch Labes lag, kam zu Brandenburg-Preußen.
In den Jahren 1637 und 1685 wurde Labes von Stadtbränden zerstört. Nach dem Wiederaufbau beherrschten Tuchmacher und Schuhmacher das wirtschaftliche Leben. 1792 nahm ein Kupferhammer den Betrieb auf, der fast achtzig Jahre existierte. Labes war eine Ackerbürgerstadt. Neben einigen Bauern gab es das Gut Zühlsdorf und das Gut Labes B. Einige Kilometer außerhalb Richtung Prütznow lag das Gut Labes A und D.
Bekannt wurde Labes auch durch die Herstellung von Holzpantinen (= Schlurren, daher der Spitzname Schlurr-Labs). Nach der preußischen Verwaltungsreform von 1815 wurde Labes Kreisstadt des Kreises Regenwalde. Es entstanden das Landratsamt, das Amtsgericht und das Finanz- und Katasteramt. Als Labes 1859 an die Bahnlinie Stargard–Köslin angeschlossen wurde, war dies gleichzeitig der Beginn einer verstärkten Industrialisierung. Entscheidend waren daran die Brüder Kaiser mit ihrer Maschinen- und einer Drahtzaunfabrik beteiligt. Ihr Vater Reinhold Kaiser aus Prütznow hatte schon auf Grund eines am 1. November 1898 mit der Stadt Labes geschlossenen Vertrages die Elektrizitätsversorgung von Labes aufgebaut und Labes mit Strom aus seinem in Prütznow von der Rega betriebenen Elektrizitätswerk versorgt. Große Bedeutung kam der Einrichtung des Landgestütes in Labes zu, die 1876 von der preußischen Regierung veranlasst wurde. Es war das einzige Gestüt in Pommern und auf die Zucht von Hengsten spezialisiert. Auch die Stärkefabrik, die die Kartoffelernte der umliegenden Orte verarbeitete, hatte eine über Labes hinausgehende Bedeutung. Ferner gab es eine Schälmühle, eine Getreidemühle und eine Kalksandsteinfabrik.
Die Gemarkung der Stadtgemeinde Labes hatte um 1930 eine Flächengröße von 36,8 km². Im Stadtgebiet standen insgesamt 627 bewohnte Wohnhäuser an zwanzig verschiedenen Wohnstätten:
1. Bahnhof Labes
2. Berndts Ziegelei
3. Dieckborn
4. Drägersmühle
5. Gut Heinrichsfelde
6. Gut Labes A u. D
7. Gut Labes B
8. Gut Lindenfelde
9. Gut Negrepp
10. Hainholzrestaurant
11. Kupferhammer
12. Labes
13. Landgestüt
14. Piepers Gut
15. Priesterkaten
16. Quandts Mühle
17. Richters Ausbau
18. Scharfrichterei
19. Schusters Ruh
20. Schützenacker

Die positive Entwicklung der Stadt lässt sich an den Einwohnerzahlen ablesen. Während sie 1885 5225 Einwohner hatte, lebten zu Beginn des Zweiten Weltkrieges 7300 Menschen in der Stadt.
Mit der Einführung der Reformation in Labes um 1537 wurde die Bevölkerung evangelisch. Das älteste erhaltene Kirchenbuch der Stadt Labes umfasst die Jahre 1647 bis 1764; es konnte im Jahre 2013 für die Kirchenbuchstelle des Evangelischen Zentralarchivs erworben werden. Um 1927 bestanden in der Stadt zwei evangelische Kirchengemeinden. Eine römisch-katholische Minderheit wurde im 19. Jahrhundert durch den Pfarrer aus Köslin betreut. In den Jahren 1932 bis 1937 betreute sie der Pfarrer und Widerstandskämpfer August Froehlich von Dramburg aus, ab 1938 erfolgte die Betreuung durch die Pfarrei in Schivelbein.
Gegen Ende des Zweiten Weltkriegs eroberten sowjetische Truppen im März 1945 Labes, legten Brände und zerstörten so die Innenstadt weitgehend. Bald nach der Besetzung durch die Rote Armee wurde Labes der Volksrepublik Polen zur Verwaltung überlassen. Es wanderten nun Polen zu, die zum großen Teil aus von der Sowjetunion besetzten Gebieten östlich der Curzon-Linie kamen. In der Folgezeit wurde die einheimische Bevölkerung von der polnischen Administration aus dem Kreisgebiet vertrieben. Nach der Übernahme durch die polnische Verwaltung wurde die Stadt in Łobez umbenannt.
In Labes liegt der Ursprung des Labeser Krippenspiels, welches nach 1945 von Flüchtlingen nach Norddeutschland gebracht wurde und dort seit 1973 regelmäßig aufgeführt wird.

### Demographie

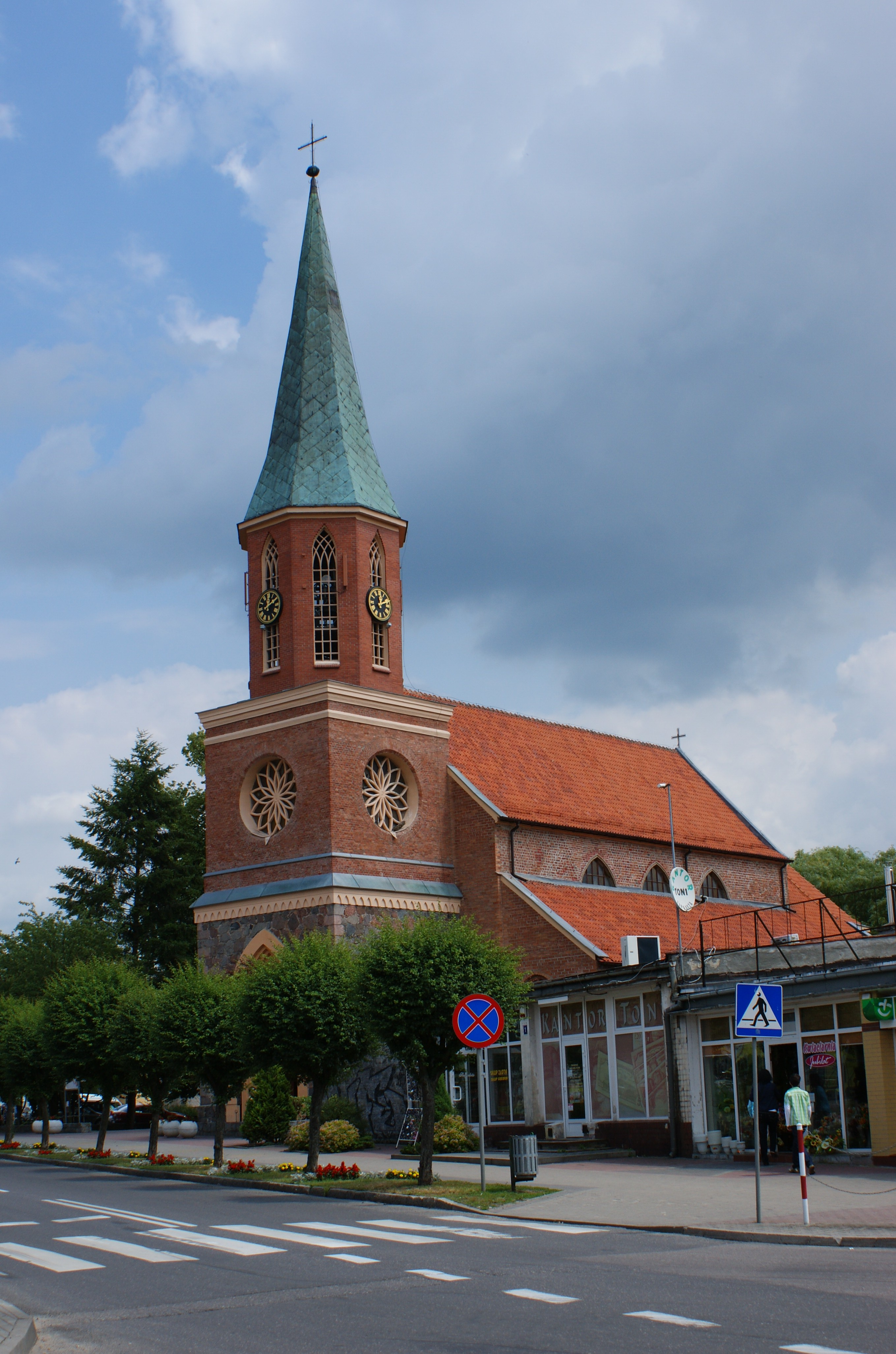
Katholische Kirche des Heiligsten Herzens Jesu

| Jahr | Einwohner | Anmerkungen                                                                                     |
| ---- | --------- | ----------------------------------------------------------------------------------------------- |
| 1740 | 1191      | [ 9 ]                                                                                           |
| 1782 | 1160      | darunter 15 Juden                                                                               |
| 1794 | 1339      | darunter 18 Juden                                                                               |
| 1812 | 1797      | darunter zwei Katholiken und 38 Juden                                                           |
| 1816 | 1939      | darunter zwei Katholiken und 62 Juden                                                           |
| 1831 | 2443      | darunter sieben Katholiken und 61 Juden                                                         |
| 1843 | 3207      | darunter sieben Katholiken und 100 Juden                                                        |
| 1852 | 3939      | darunter sechs Katholiken und 121 Juden                                                         |
| 1861 | 4756      | darunter 19 Katholiken, 167 Juden und drei Mitglieder der freien Gemeinde der Deutschkatholiken |
| 1875 | 5010      | [ 10 ]                                                                                          |
| 1880 | 5603      | [ 10 ]                                                                                          |
| 1900 | 5069      | meist Evangelische                                                                              |
| 1910 | 5179      | am 1. Dezember                                                                                  |
| 1925 | 6088      | darunter 42 Katholiken und 43 Juden                                                             |
| 1933 | 6947      | [ 10 ]                                                                                          |
| 1939 | 7310      | [ 10 ]                                                                                          |

| Jahr | Jüdische Bevölkerung |
| ---- | -------------------- |
| 1705 | 2 Familien           |
| 1753 | 1 Familie            |
| 1782 | 15                   |
| 1794 | 18                   |
| 1812 | 38                   |
| 1816 | 62                   |
| 1831 | 61                   |
| 1840 | 90                   |
| 1843 | 100                  |
| 1852 | 121                  |
| 1861 | 167                  |
| 1867 | 175                  |
| 1871 | 138                  |
| 1903 | 105                  |
| 1925 | 43                   |
| 1939 | 11                   |
| 1940 | 0                    |

### Liste der Bürgermeister
Bürgermeister von 1632 bis 2014:
- 1632: Carsten Beleke
- 1670: Bernd Bublich
- vor 1700: Paul Belecke
- 1702: Theele
- 1723: J. E. Hackebeck († 1740)
- 1734: J. W. Weinholtz († 1745)
- 1736: Schultze
- 1745: M. C. Fritze († 1749)
- 1746, 1757: Johann Friedrich Thym
- 1752, 1775: Johann Gottfried Severin
- 1753: J. F. von Flige (?)
- 1757: Heller
- 1767: Gottlieb Timm
- 1790: Jahncke
- 1809: Johann Georg Falck († 1823)
- 1823–1840: Johann Friedrich Rosenow
- 1842–1844: Adolf Ludwig Ritter (interimistisch)
- 1844–1845: Albert Wilhelm Nitzky
- 1846–1852: Heinrich Ludwig Gotthilf Hasenjäger
- 1852–1864: Carl Albert Alexander Schüz
- 1921: Willi Kieckbusch[17]
- 1945: Hackelberg, Teofil Fiutowski, Stefan Nowak, Feliks Mielczarek

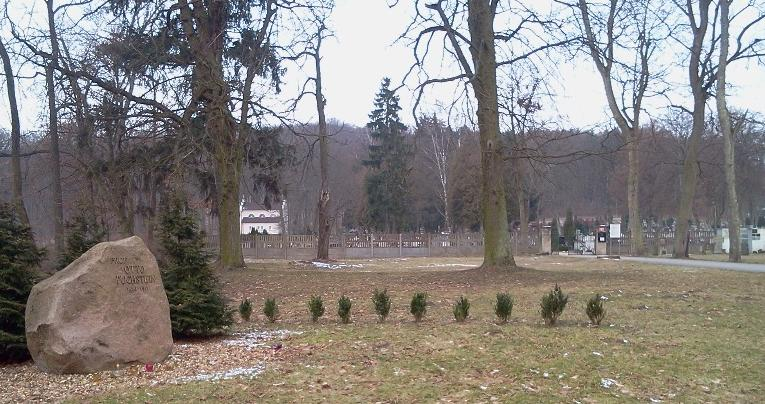
Friedhof mit Lapidarium und Friedhofskapelle
links: Gedenkstein für Otto Puchstein

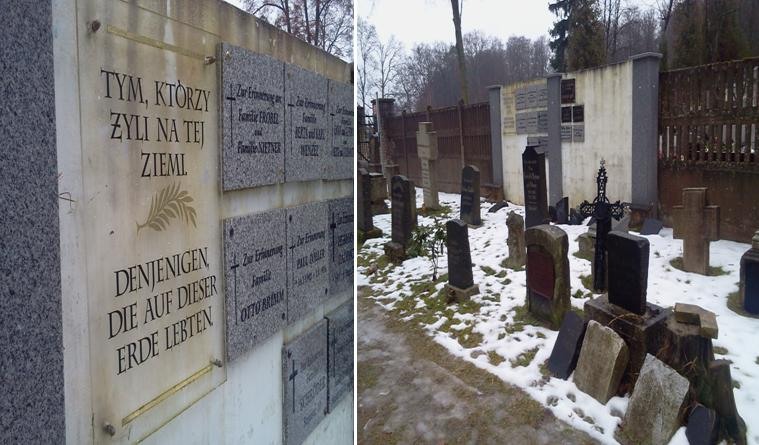
Lapidarium im Friedhof

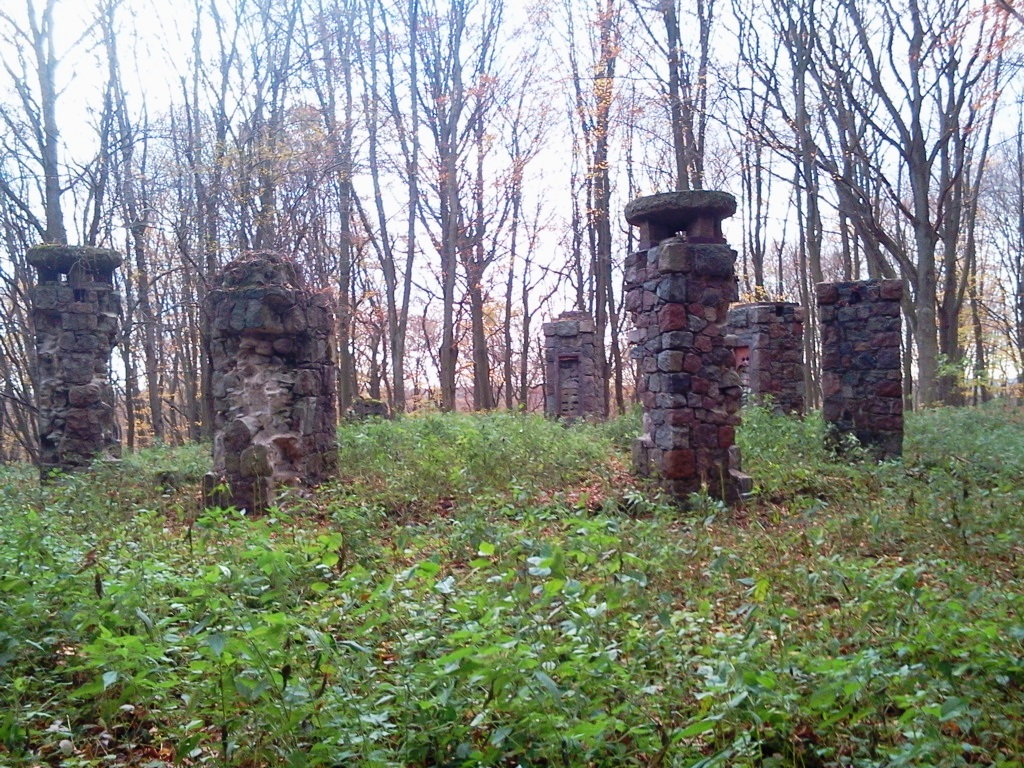
Rolandsäule - 2013

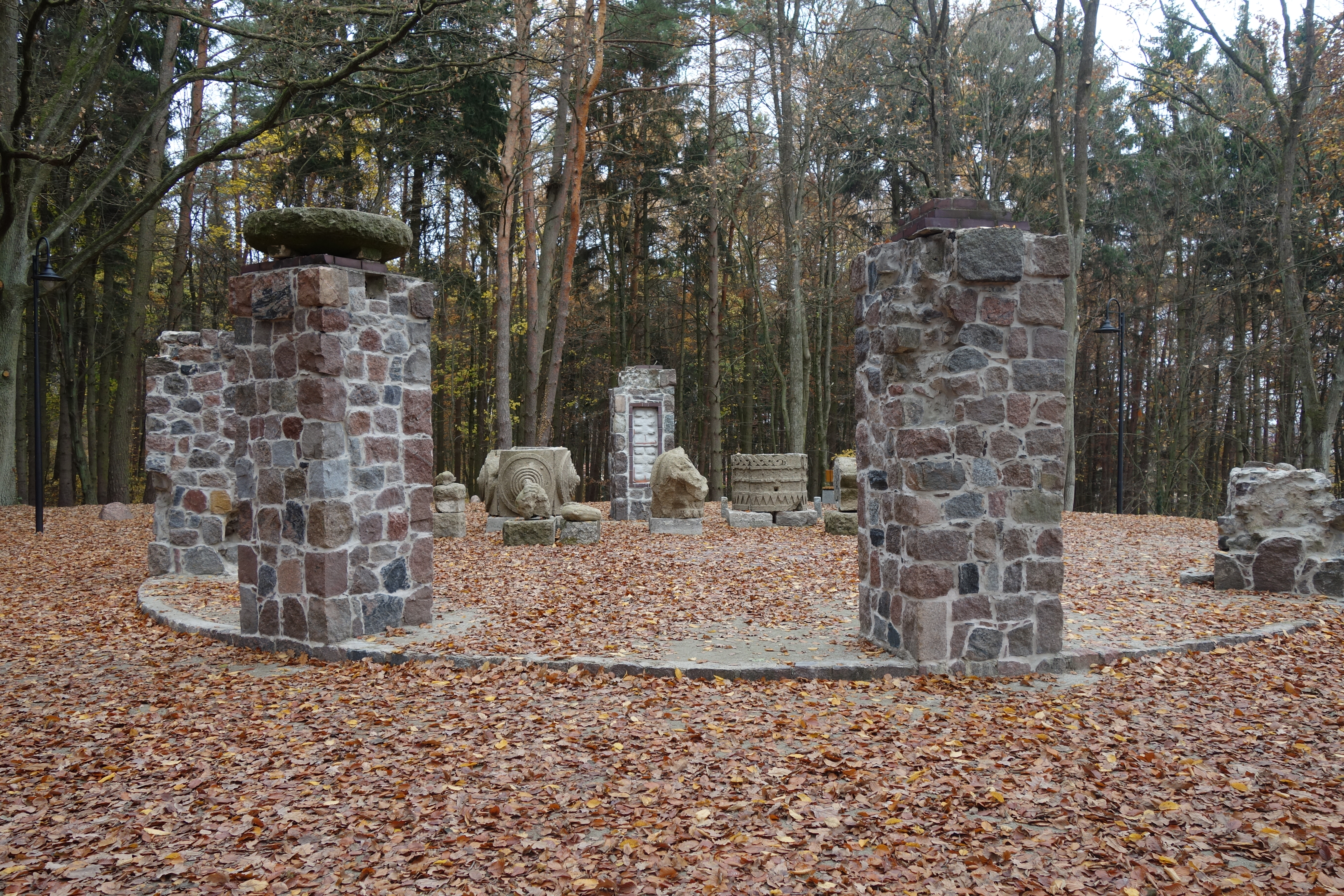
Rolandsäule (2018)

- 1946: Władysław Śmiełowski
- 1948: Tadeusz Klimski
- 1949: Ignacy Łepkowski
- 1966: Franciszek Warsiński
- 1972–1990: Zbigniew Con
- 1990–1994: Marek Romejko
- 1994–1998: Jan Szafran
- 1998–2002: Halina Szymańska
- 2002–2006: Marek Romejko
- 2006–2014: Ryszard Sola
- seit 2014: Piotr Ćwikła

### Sehenswürdigkeiten

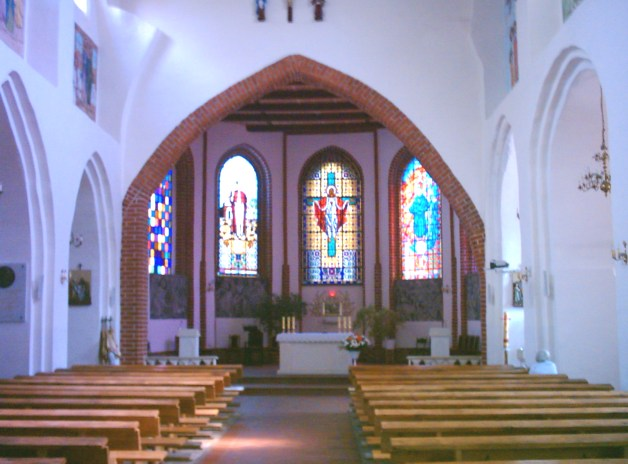
Herz-Jesu-Kirche (Łobez)

- 1389 wurde die St.-Marien-Kirche als spätgotischer Backsteinbau errichtet. Im Jahre 1831 erhielt die nun dreischiffige Kirche einen neogotischen Kirchturm mit einem Feldsteinsockel und einem achteckigen Turmhelm. Die Innenausstattung stammte aus dem 19. Jahrhundert. Im März 1945 wurde die seit der Reformation evangelische Kirche zerstört, 1949 wieder aufgebaut und am 8. Oktober 1949, nun katholisch, dem Heiligsten Herzen Jesu geweiht. Die bemalten Chorfenster zeigen Johannes Paul II., die Kreuzigung Jesu und die Heilige Faustina. Unter den Chor-Fenstern befinden sich Bibelszenen in Sgraffito-Technik und unter den Fenstern des Hauptschiffs Freskomalereien mit Szenen aus dem Neuen Testament. Die katholische Herz-Jesu-Kirchengemeinde (Parafia Najświętszego Serca Pana Jezusa w Łobzie) gehört zum Dekanat Łobez des 1972 errichteten Erzbistums Stettin-Cammin.

Deutsch-Polnische Gedenkstätte

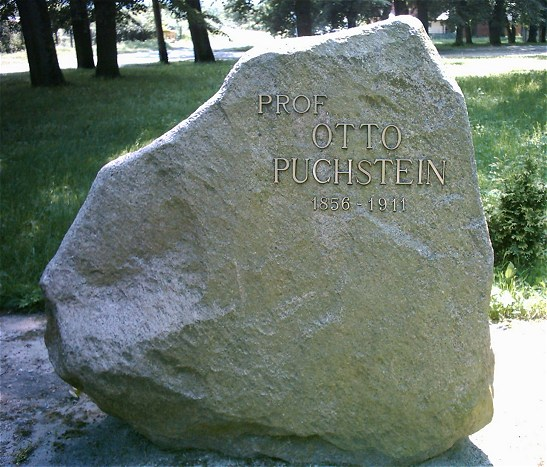
Gedenkstein für Otto Puchstein

- Ein Wahrzeichen von Labes war das Roland-Denkmal zum Andenken an die 208 gefallenen Labeser des Ersten Weltkrieges.[18] Es wurde durch Spenden der Bevölkerung finanziert und 1925/1926 in freiwilliger, kostenloser Gemeinschaftsarbeit auf dem 100 m hohen Denkmalsberg am Hainholz errichtet.

Sieben Steinsäulen, in die die Tafeln mit den Namen der Gefallenen eingelassen waren und die mit schweren Eichenbalken verbunden waren, bildeten den Opferring. In ihm stand auf einem Sockel die auf die Stadt herabblickende Rolandsäule. Um den Sockel war eine dicke Kette geschmiedet.
Der Aufgang zum Denkmal war künstlerisch gestaltet. Eine Treppe führte durch mehrere Wallringe, auf denen künstliche Hünengräber und Runensteine angelegt wurden, hinauf. 1945 wurde das Denkmal zerstört.
Der früher unbewaldete Denkmalsberg ist heute bewaldet. Seit 2013 ist die Anlage ein durch Gesetz geschütztes Denkmal. Im Jahr 2016 wurde beschlossen, die Örtlichkeit zu revitalisieren.
- 1993 wurde im Friedhof von Łobez eine Deutsch-Polnische Gedenkstätte errichtet, in die Teile des zerstörten Roland-Denkmales (z. B. ein Sonnen-Runenstein) mit einbezogen wurden.

- Vor dem Friedhof von Łobez wurde 1993 ein Gedenkstein (Lapidarium) für den deutschen Archäologen Otto Puchstein eingeweiht. Puchstein (1856–1911) war u. a. Grabungsleiter in Baalbek.

### Söhne und Töchter der Stadt
- Franz Andreas von Borcke (1693–1766), preußischer Generalleutnant und Chef des Infanterie-Regiments Nr. 20
- Joachim Friedrich Wilhelm Neander von Petersheiden (1743–1817), preußischer Generalmajor und Inspekteur der Artillerie
- Ferdinand Nemitz (1805–1886), deutscher Jurist, Mitglied der Frankfurter Nationalversammlung, Mitglied des Preußischen Abgeordnetenhauses
- Gustav von Conring (1825–1898), preußischer Generalleutnant und Kommandeur der 61. Infanterie-Brigade
- Ludwig von Petersdorff (1826–1889), preußischer Generalleutnant und Kommandeur der 29. Division
- Oskar Beyersdorff (1830–1887), deutscher Arzt, Mitglied des Preußischen Abgeordnetenhauses
- Felix Genzmer (1856–1929), deutscher Architekt
- Otto Puchstein (1856–1911), deutscher klassischer Archäologe
- Franz Georg von Glasenapp (1857–1914), preußischer Generalleutnant, Kommandeur der Schutztruppen im Reichskolonialamt
- Walter Goehtz (1878–1946), deutscher Kommunalbeamter, Bürgermeister der Städte Plathe und Greifenberg
- Adolf Sperling (1882–1966), deutscher Jurist und Politiker, Oberbürgermeister von Quedlinburg
- Alfred Weigert (1927–1992), deutscher Astronom und Astrophysiker
- Peter Wolsdorff (* 1938), Schauspieler, Regisseur und Intendant

## Gmina Łobez

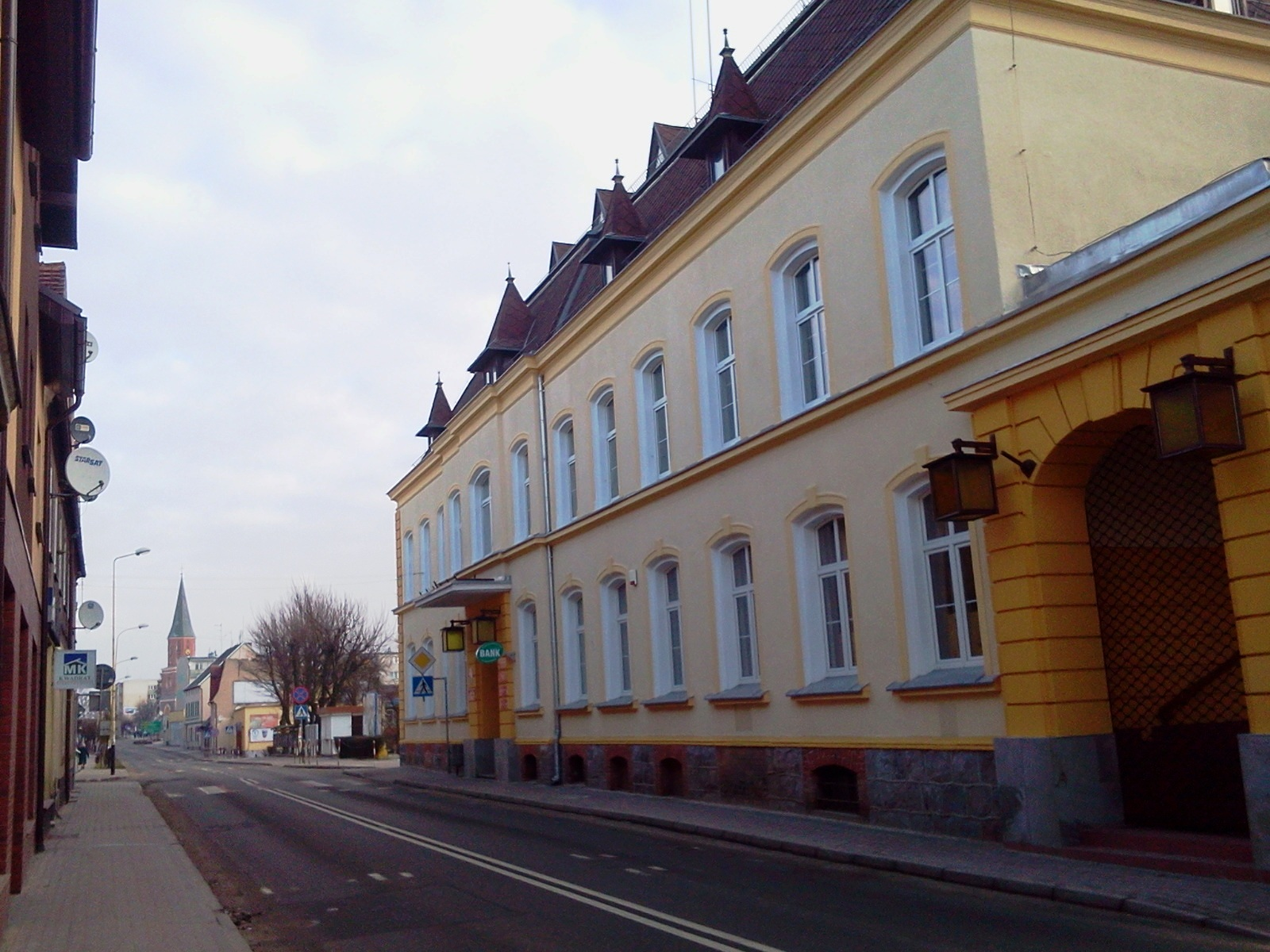
Das Amt der Gemeinde und Stadt Łobez (Labes)

Die Gmina (Stadt- und Landgemeinde) Łobez umfasst eine Fläche von 227 km³. Hier leben mehr als 14.000 Einwohner.

### Gemeindegliederung
Die Gmina Kamień Łobez ist eine Stadt-und-Land-Gemeinde. Zu ihr gehören
- eine Stadt:
  - Łobez (Labes)
- 21 Ortsteile (Schulzenämter):[21]
  - Bełczna (Neukirchen)
  - Bonin (Bonin)
  - Dalno (Lindenfelde)
  - Dobieszewo (Dübzow)
  - Grabowo (Grabow)
  - Karwowo (Karow)
  - Klępnica (Glietzig)
  - Łobżany (Labes A und D)
  - Meszne (Wedderwill)
  - Niegrzebia (Negrepp)
  - Poradz (Muhlendorf)
  - Prusinowo (Prütznow)
  - Rożnowo Łobeski (Rosenow)
  - Rynowo (Rienow)
  - Suliszewice (Zülzefitz)
  - Tarnowo (Tarnow)
  - Unimie (Unheim)
  - Worowo (Wurow)
  - Wysiedle (Woitzel)
  - Zagórzyce (Saagen)
  - Zajezierze (Schönwalde)
- übrige Ortschaften:
  - Budziszcze (Karolinenhof)
  - Byszewo (Büssow)
  - Kołdrąb (Kupferhammer)
  - Polakowo (Dieckborn)
  - Pomorzany
  - Przyborze (Piepenhagen)
  - Trzeszczyna (Heinrichsfelde)
  - Zachełmie (Löpersdorf)
  - Zakrzyce (Philippsthal)
  - Zdzisławice (Christienhof)

### Partnergemeinden
Partnergemeinden sind:

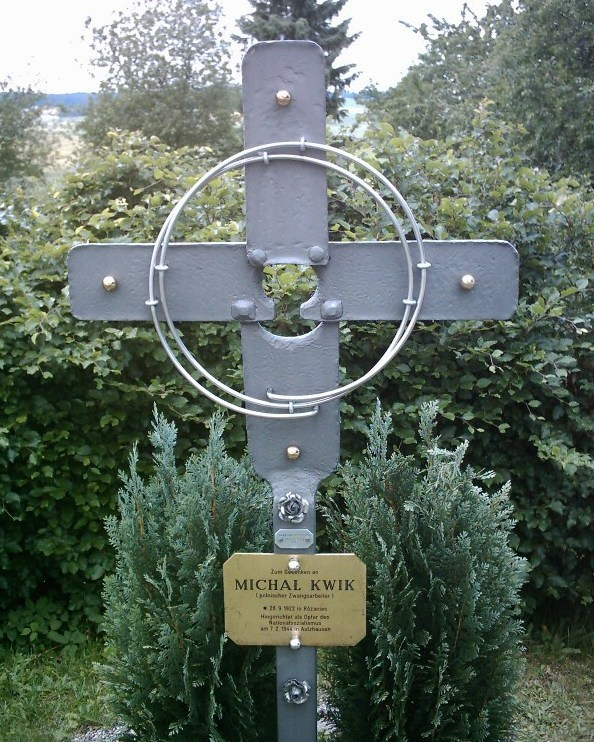
Versöhnungskreuz in Aulzhausen (Bayern)

- Affing (Deutschland), seit 1997, Ursprung: „Deutsch-Polnisches Versöhnungskreuz“ seit 1994 in Aulzhausen
- Svalöv (Schweden), seit 2000
- Kėdainiai (Litauen), seit 2002
- Paikuse (Estland), seit 2003
- Wiek (Deutschland), seit 2008
- Guča (Serbien), seit 2010
- Istra (Russland), seit 2011